# Vogelschutzrichtlinie
Die Vogelschutzrichtlinien der Europäischen Union dienen der Erhaltung der wildlebenden, im europäischen Gebiet ihrer Mitgliedstaaten heimischen Vogelarten und der Regelung des Schutzes, der Bewirtschaftung und der Regulierung dieser Vögel, ihrer Eier und Lebensräume. Die ursprüngliche Richtlinie 79/409/EWG des Rates vom 2. April 1979 wurde durch die aktuell gültige Richtlinie 2009/147/EG vom 30. November 2009 aufgehoben und – inhaltlich weitgehend gleich – zum 15. Februar 2010 ersetzt.
Mit dieser Richtlinie haben sich die Mitgliedstaaten der EU (damals EWG) zur Einschränkung und Kontrolle der Jagd ebenso wie zur Verwaltung von Vogelschutz-Gebieten als eine wesentliche Maßnahme zur Erhaltung, Wiederherstellung bzw. Neuschaffung der Lebensräume seltener oder bedrohter europäischer Vogelarten verpflichtet. Sie dient gemeinsam mit der Fauna-Flora-Habitat-Richtlinie (kurz FFH-Richtlinie) im Wesentlichen der Umsetzung der Berner Konvention. Die Vogelschutzgebiete gemeinsamen Interesses werden allgemein Europäisches Vogelschutzgebiet genannt (auch Besonderes Schutzgebiet BSG, englisch Special Protection Area SPA), die Schutzgebiete nach den beiden Richtlinien bilden das Netzwerk Natura 2000.

## Geschützte Arten
Die Richtlinie soll sämtliche wildlebenden heimischen Vogelarten schützen; in Überseegebieten der EU heimische Vogelarten sind nicht erfasst. Ihre Bestände sollen dauerhaft überlebensfähige Populationen behalten oder durch geeignete Maßnahmen wieder erreichen. In Anhängen werden Arten mit besonderem Schutzstatus gelistet, für die weitergehende Schutzmaßnahmen gelten. Anhang I der Richtlinie umfasst 181 Arten beziehungsweise Unterarten (Stand 2009). Die Mitgliedstaaten sind insbesondere verpflichtet, die zur Erhaltung dieser Arten „zahlen- und flächenmäßig geeignetsten Gebiete“ zu Schutzgebieten zu erklären, zerstörte Lebensstätten wiederherzustellen und neue Lebensstätten zu schaffen, die Forschung zu fördern und im nationalen Recht Verbote etwa gegen das Töten, Fangen, Halten oder Stören von Vögeln, gegen das Eiersammeln oder das Vermarkten von Erzeugnissen durchzusetzen.

## Jagd und Vogelfang
Die Jagd auf Singvögel gab in den 1970er Jahren den Anstoß für die EU-Vogelschutzrichtlinie. Damals wurden Zugvögel z. B. in Belgien, Frankreich und Italien zu Millionen mit Netzen, Leimruten, Fallen und automatischen Waffen gefangen und gejagt.
Seit der Verabschiedung der Richtlinie ist die Verwendung von Vogelfallen jeder Art in der EU verboten – Ausnahmen sind nur möglich, wenn es „keine andere zufriedenstellende Lösung“ gibt und wenn die Ausnahme nur „geringe Mengen“ von Exemplaren einer Art betrifft. Diese wenig klaren Vorgaben nutzen vor allem Länder wie Frankreich und Malta für die Freigabe von Vogelfallen zum Fang Hunderttausender Singvögel. Die Richtlinie zählt in verschiedenen Anhängen auf, welche Vogelarten von besonderer Bedeutung sind, welche besonderen Schutz bedürfen und welche Arten bejagt werden dürfen. Der Anhang II listet 82 Vogelarten auf (Stand 2009), von denen 24 in der gesamten EU geschossen werden dürfen. Die restlichen 58 dürfen nur in jenen Ländern bejagt werden, die dies bei der Kommission beantragt haben. Alle anderen europäischen Vogelarten dürfen nicht den nationalen Jagdgesetzen unterliegen, stehen also europaweit unter Schutz.
Die Vogelschutzrichtlinie untersagt weiterhin die Jagd während der Brut- und Aufzuchtzeiten, die Jagd während des Rückzuges zu den Brutgebieten, das Zerstören bzw. Beschädigen von Nestern, das Sammeln und den Besitz von Eiern sowie absichtliche gravierende Störungen, vor allem zur Brutzeit.

## Lebensräume
Die Richtlinie schützt auch die Lebensräume wildlebender Vogelarten, da ein reiner Artenschutz ohne den gleichzeitigen Schutz der Biotope keine Wirkung hat. Dazu gehören die Einrichtung von Schutzgebieten, die Pflege von Lebensräumen und die Wiederherstellung zerstörter, sowie die Schaffung neuer Lebensräume (Art. 3).
Die europäischen Vogelschutzgebiete dienen direkt dem Schutz von Zugvögeln, die auf ihren Zugwegen innerhalb weniger Tage mehrere Länder durchfliegen können und daher auf Raststationen angewiesen sind, um Nahrung zu suchen und um sich ausruhen zu können. Dem trägt die Vogelschutzrichtlinie Rechnung, indem sie Schutzmaßnahmen für die Brut-, Mauser- und Überwinterungsplätze von Zugvögeln einfordert. Aber auch Bestände von Standvögeln der Anhangsarten werden erfasst.
Wesentliche Bedeutung kommt dabei auch dem Feuchtgebietsschutz zu, insbesondere dem Schutz international bedeutender Feuchtgebiete. Damit erfolgt ein Brückenschlag zur Ramsar-Konvention von 1971, deren Ziel die Erhaltung international bedeutender Feuchtgebiete ist.

## Handel
Prinzipiell ist nach der Vogelschutzrichtlinie der Handel mit sämtlichen europäischen Wildvögeln im lebenden oder toten Zustand beziehungsweise ihren Federn, Eiern und ähnlichem verboten. Einzelne Arten sind jedoch von diesem Verbot ausgenommen, diese werden im Anhang III der Richtlinie aufgelistet. Hierzu zählen vor allem die häufigeren regulär jagdbaren Vogelarten, vornehmlich Enten- und Hühnervögel.

## Verfahren der Schutzgebietserklärung

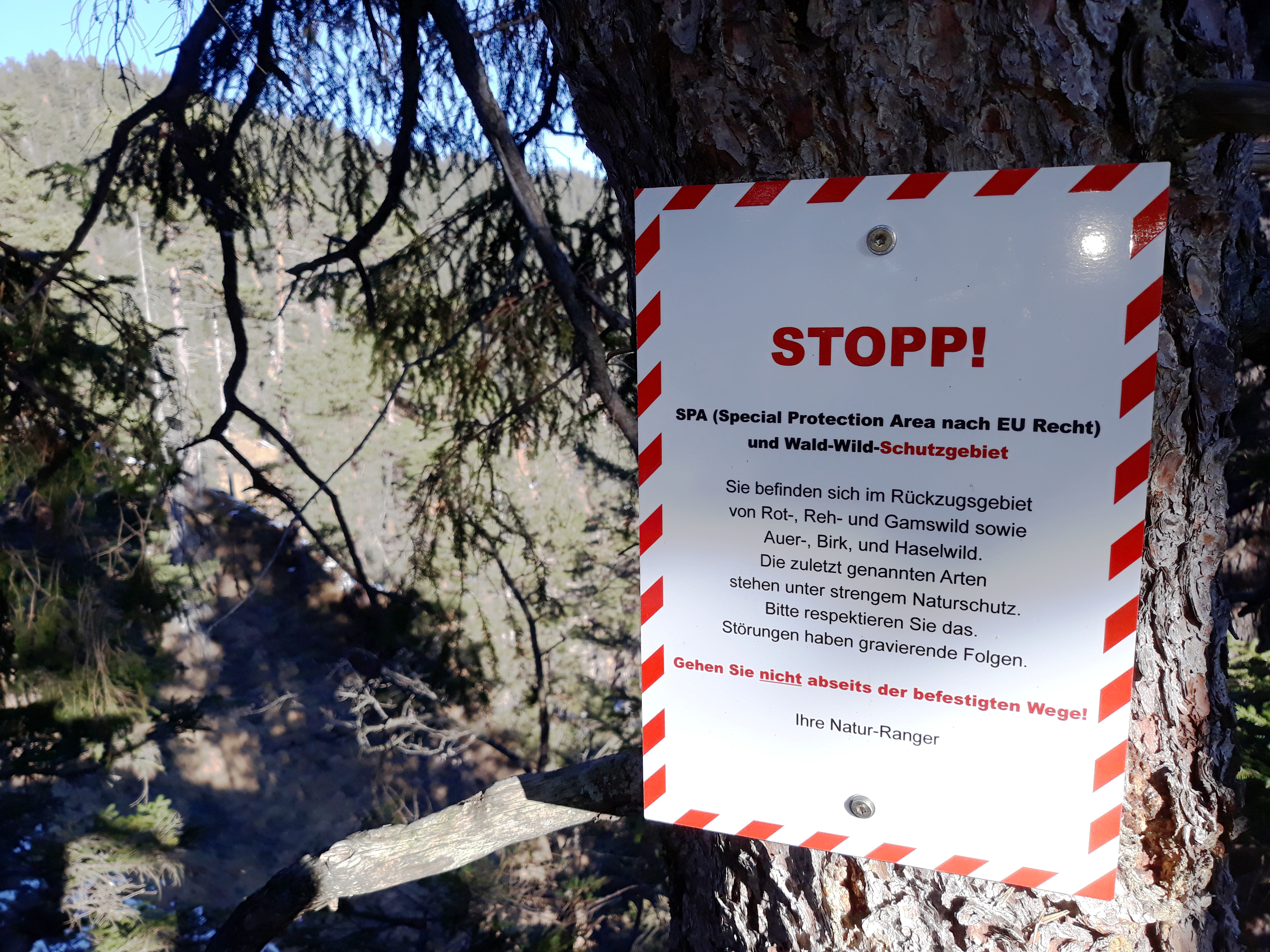
Hinweisschild eines Europäischen Vogelschutzgebiets im Estergebirge, Landkreis Garmisch-Partenkirchen

Insbesondere verlangt die Vogelschutzrichtlinie, dass die EU-Mitgliedstaaten für die Vogelwelt besonders wichtige Gebiete unter Naturschutz stellen (Art. 4 I). Die nach der Richtlinie ausgewiesenen Schutzgebiete werden als Europäisches Vogelschutzgebiet (ESV) respektive Besonderes Schutzgebiet (BSG) oder englisch Special Protection Area (SPA) im Sinne der FFH-Richtlinie bezeichnet.
Anders als beim interimistischen FFH-Status Gebiet von gemeinschaftlicher Bedeutung / Site of Community Importance (GGB/SCI) zwischen Nominierung und rechtlicher Umsetzung sind die BSG/SPA per Verlautbarung direkt gültig. Die Ausweisung durch die Europäische Kommission stellt aber noch keine eigene rechtswirksame Schutzkategorie dar, vielmehr stellen die Mitgliedstaaten diese Flächen nach ihren jeweiligen nationalen Regelungen und unter ihren nationalen Bezeichnungen unter Schutz. Dabei haben einige Staaten die Natura-2000-Gebiete auch als nationale rechtliche Klasse verankert, sonst bettet man den europäischen Schutz auch in andere nationale Kategorien ein.
Da die Umsetzung durch die Mitgliedstaaten teils nur sehr langsam voranging, entschlossen sich Naturschutzverbände unter der Koordination von BirdLife International seit 1993 die nach der Richtlinie notwendigen, aber von den Mitgliedsstaaten nicht geschützten Gebiete als Important Bird Areas zu benennen. Diese Vorschlagsliste wurde anschließend global ausgeweitet und mit Endemic Bird Areas ergänzt. Diese Vorschlagsliste wurde durch nationale und europäische Gerichte herangezogen, um zu entscheiden ob ein Mitgliedsstaat seinen Schutzverpflichtungen nachgekommen ist.

## Probleme
Die Verabschiedung der EU-Vogelschutzrichtlinie im Jahr 1979 hat den Natur- und Vogelschutz in Europa ein großes Stück vorangebracht. Fast sämtliche Festsetzungen in der Richtlinie wurden inzwischen in die nationalen Gesetze aufgenommen. Probleme stellen zahllose Ausnahmen sowie die Umsetzung der gesetzlichen Regeln dar: Viele Länder, wie beispielsweise Frankreich, erlauben weiterhin den Einsatz eigentlich verbotener Vogelfallen aus traditionellen Gründen, genehmigen so wie Malta die eigentlich untersagte Jagd zur Frühlingszeit oder geben – wie Italien – eigentlich geschützte Arten zum Abschuss frei. Auch in Deutschland werden großzügig Ausnahmegenehmigungen erteilt, um Kormorane zu schießen oder zu vergrämen.
Oft muss die Europäische Kommission in langwierigen Verfahren vor dem Europäischen Gerichtshof die Einhaltung der Vogelschutzrichtlinie durchsetzen. Eine Kontrolle der Jagd- und Vogelfangverbote funktioniert in vielen Ländern bis heute nicht.

## Umsetzung in Deutschland
Als EU-Richtlinie hat die Vogelrichtlinie keine unmittelbare Wirkung für die, an die sich die in ihr geforderten Zugriffs- oder Vermarktungsverbote richten sollen; dazu benötigt sie die Umsetzung in nationales Recht. Das erledigt in Deutschland vor allem das Bundesnaturschutzgesetz (BNatSchG), wonach alle von der Richtlinie erfassten Tierarten, also alle europäische Vogelarten in seinem Sinne „besonders geschützt“ sind.
Auf sie sind daher seine Regelungen zum besonderen Artenschutz und die daran anknüpfenden Bußgeld- und Straftatbestände anwendbar.